# Odrie
Odrie è una frazione del comune di Argirocastro in Albania (prefettura di Argirocastro).
Fino alla riforma amministrativa del 2015 era comune autonomo, dopo la riforma è stato accorpato, insieme agli ex-comuni di Antigonë, Argirocastro, Cepo, Lazarat, Lunxhëri e Picar  a costituire la municipalità di Argirocastro.

## Località
Il comune era formato dall'insieme delle seguenti località:
- Andon Poçi (in italiano Neocorio)
- Hundëkuq
- Terbuq
- Labovë e Madhe
- Labovë e Vogël